# Hamoir
Hamoir (en való Hamwer) és un municipi belga de la província de Lieja a la regió valona. Es troba a les confluències dels rius Ourthe i Neblon. Fins a la revolució francesa (1794) feia part del principat de Stavelot-Malmedy.

## Seccions
El municipi d'Hamoir és compost de quatre viles :
- Comblain-la-Tour, on es fa un festival de jazz;
- Fairon, que formava amb Comblain-la-Tour l'antic municipi de Comblain-Fairon;
- Filot, on va néixer el compositor Édouard Senny (1923-1980) ;
- Hamoir, centre administratiu després de la fusió de 1977.

## Fills predilectes
- Jean Del Cour, escultor (1631-1707)
- Édouard Senny, compositor (1923-1980)

## Agermanaments
- Saulxures-sur-Moselotte
- Wenigumstadt